# 338

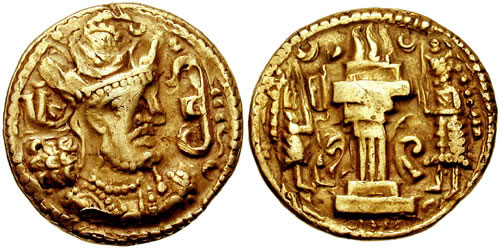
Koning Shapur II de Grote

Het jaar 338 is het 38e jaar in de 4e eeuw volgens de christelijke jaartelling.

## Gebeurtenissen

### Italië
- Niet-christenen worden voortaan bestempeld als heidenen in het Romeinse Rijk.

### Perzië
- Koning Shapur II steekt met een Perzisch leger de rivier de Tigris over. Hij valt het Romeinse Rijk binnen, in een poging Armenië en Mesopotamië te heroveren.